# Вирус Нипах
Вирус Нипах (англ. Nipah henipavirus, ранее Nipah virus) — вид вирусов, вызывающий тяжёлую болезнь, для которой характерны воспаление мозга (энцефалит) или респираторные заболевания. Вирус Нипах тесно связан с вирусом Хендра (Hendra henipavirus) — оба вида принадлежат к роду Henipavirus из семейства парамиксовирусов (Paramyxoviridae). Природным носителем обоих вирусов являются плодоядные представители семейства крылановых (Pteropodidae).

## Вспышки болезни
Впервые вирус Нипах был выявлен в 1999 году во время вспышки болезни среди фермеров-свиноводов, проживающих в окрестностях реки Нипах в Малайзии. С тех пор произошло ещё 12 вспышек болезни, все в Южной Азии.
В 2018 году в индийском штате Керала была зафиксирована вспышка вируса Нипах, 17 человек погибли. В сентябре 2021 года в том же штате была зафиксирована вспышка, в результате которой умер 12-летний ребёнок, у 11 человек были обнаружены симптомы заражения. 16 сентября 2023 года вновь вспыхнула вспышка вируса в Индии. Погибли 2 человека. 22 июля 2024 года в шт. Керала 14-летний подросток умер от данного вируса.

## Природный носитель

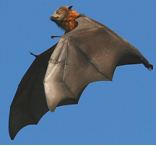
Сероголовые летучие лисицы (Pteropus poliocephalus)

Природными носителями вируса Нипах являются плодоядные представители семейства крылановых (Pteropodidae), в частности, виды, принадлежащие к роду летучих лисиц (Pteropus). Очевидной болезни среди плодоядных крыланов не наблюдается.
Предполагается, что географическое распространение Henipavirus частично совпадает с местами распространения летучих собак рода Pteropus. Эту гипотезу подтверждают фактические данные об инфекции Henipavirus у летучих лисиц из Австралии, Бангладеш, Индии, Индонезии, Камбоджи, Китая, Мадагаскара, Малайзии, Папуа-Новой Гвинеи, Таиланда и Восточного Тимора.
Недавно было обнаружено, что африканские плодоядные представители рода пальмовых крыланов (Eidolon) из семейства крылановых, позитивны на антитела к вирусам Нипах и Хендра, что свидетельствует о том, что эти вирусы могут присутствовать в местах географического распространения летучих лисиц в Африке.

## Профилактика

### Борьба с вирусом Нипах у домашних животных
От вируса Нипах вакцины нет. Считается, что регулярная чистка и дезинфекция свиноферм (с помощью гипохлорита натрия или других моющих средств) являются эффективными в профилактике инфекции.
В случае подозрения на вспышку болезни необходимо немедленно установить карантин в помещениях, где содержатся животные. Для снижения риска передачи инфекции людям может быть необходим забой инфицированных животных при тщательном наблюдении за захоронением или сжиганием туш. Ограничение или запрещение передвижения животных с инфицированных ферм в другие районы может способствовать уменьшению распространения болезни.
В связи с тем, что вспышки вирусной инфекции Нипах среди домашних животных предшествуют появлению случаев заболевания людей, создание системы эпиднадзора за здоровьем животных для выявления новых случаев заболевания имеет важное значение для обеспечения раннего предупреждения ветеринарных служб и органов общественного здравоохранения.

### Снижение риска инфицирования людей
При отсутствии вакцины единственным способом снижения риска инфицирования людей является повышение осведомлённости в отношении факторов риска и просвещение людей в области мер, которые они могут принимать для ограничения контактов с вирусом.
Целями сообщений в области санитарного просвещения должны быть следующие:
- Снижение риска передачи вируса от летучих собак человеку. Усилия по предотвращению передачи вируса должны, прежде всего, быть направлены на уменьшение доступа летучих собак к соку финиковой пальмы. Свежевыжатый сок финиковой пальмы необходимо также кипятить, а фрукты — тщательно мыть и чистить перед употреблением.
- Снижение риска передачи вируса от человека человеку. Необходимо избегать тесного физического контакта с людьми, инфицированными вирусом Нипах. При уходе за больными людьми необходимо надевать перчатки и использовать защитные средства. После ухода за больными людьми или их посещения необходимо регулярно мыть руки.
- Снижение риска передачи вируса от животных человеку. При обращении с больными животными или их тканями, а также во время процедур по забою необходимо надевать перчатки и другую защитную одежду.

### Инфекционный контроль в медицинских учреждениях
Медицинские работники, осуществляющие уход за пациентами с подозреваемой или подтверждённой вирусной инфекцией Нипах, или обращающиеся с образцами, взятыми у них, должны принимать стандартные меры предосторожности в области инфекционного контроля.
С образцами, взятыми у людей и животных с подозреваемой вирусной инфекцией Нипах, должен обращаться специально подготовленный персонал, работающий в надлежащим образом оборудованных лабораториях.

## Хронология вспышек вирусной инфекции Нипах
| Год                                  | Страна    | Штат или район                          | Случаи заболевания | Случаи смерти | Летальность |
| ------------------------------------ | --------- | --------------------------------------- | ------------------ | ------------- | ----------- |
| 1998-1999 (сентябрь 1998 — май 1999) | Малайзия  | штаты Перак, Селангор и Негери-Сембелан | 265                | 105           | 40 %        |
| 1999                                 | Сингапур  | Сингапур                                | 11                 | 1             | 9 %         |
| 2001                                 | Индия     | район Силигури, Западная Бенгалия       | 66                 | 49            | 74 %        |
| 2001                                 | Бангладеш | район Мехерпур                          | 13                 | 9             | 69 %        |
| 2003                                 | Бангладеш | район Наогаон                           | 12                 | 8             | 67 %        |
| 2004                                 | Бангладеш | район Раджбари                          | 29                 | 22            | 76 %        |
| 2004                                 | Бангладеш | район Фаридпур                          | 36                 | 27            | 75 %        |
| 2005                                 | Бангладеш | район Тангаил                           | 12                 | 11            | 92 %        |
| 2007                                 | Бангладеш | район Тхакургаон                        | 7                  | 3             | 43 %        |
| 2007                                 | Бангладеш | район Куштиа                            | 8                  | 5             | 63 %        |
| 2007                                 | Индия     | район Надия, Западная Бенгалия          | 5                  | 5             | 100 %       |
| 2008                                 | Бангладеш | район Маникгондж                        | 3                  | 3             | 100 %       |
| 2008                                 | Бангладеш | район Раджбари                          | 8                  | 3             | 38 %        |